# Ich bin die Tür
Die Worte Ich bin die Tür sind Teil einer Bildrede Jesu (Joh 10,9 ). Sie gehören zu einer Reihe von sieben „Ich bin“-Worten Jesu, die im Evangelium nach Johannes überliefert sind. 

## Inhalt
Das Bildwort ist Teil des Gleichnisses vom guten Hirten. Zu Beginn hatte Jesus metaphorisch von einem Schafstall gesprochen. Ein Dieb würde diesen nicht durch die Tür betreten, während der rechtmäßige Hirte der Schafe die Tür benutzen würde. Diesem würden die Schafe im Gegensatz zu einem Fremden hinaus folgen (10,1–5 ). Als die Zuhörer diese Rätselrede nicht verstanden, erklärte Jesus, dass er selbst die Tür zu den Schafen sei (10,7 ). Nur durch ihn kann man zur Seligkeit gelangen: 

„Ich bin die Tür; wenn jemand durch mich hineingeht, wird er selig werden und wird ein- und ausgehen und Weide finden.“

Zwei Verse später schließt sich das „Ich bin“-Wort vom Guten Hirten an (Joh 10,11–14 ).

## Deutung
Das Gleichnis schildert das Verhältnis Jesu zu den Glaubenden. Gleichzeitig wird jeder Anspruch seiner Gegner auf die Menschen zurückgewiesen. Das verwendete Bild beruht auf einer damals verbreiteten Praxis, dass die Schafe mehrerer Herden nachts gemeinsam in einem Stall oder umzäunten Bereich gehalten wurden. Der Zugang zu diesem Stall wurde durch einen Türhüter bewacht. Jesus selbst nutzt die Tür nicht nur, um selbst einzutreten (womit er sich als rechtmäßiger Hirte ausweist), sondern er ist selbst der einzige rechtmäßige Zugang. Jeder der nicht durch ihn versucht Zugang zu den Schafen zu erhalten, weist sich damit als Dieb und Räuber aus, der die Schafe in Verderben und Tod führt (man hat bei den Dieben wohl an falsche Propheten zu denken). Gleichzeitig ist Jesus aber auch die Tür für die Schafe, das heißt allein in ihm steht der Weg zum ewigen Leben offen.